# Ascophyllum nodosum
Ascophyllum nodosum je velká běžná vodní chaluha. Roste v severní části Atlantiku, například na severozápadních březích Evropy (od Špicberk do Portugalska), ale také v Grónsku a Severní Americe. Ascophyllum je oblíbeným modelovým druhem mezi chaluhami a je nejprozkoumanějším a nejzkoumanějším druhem chaluh.

## Popis
Ascophyllum nodosum má dlouhé stélky se vzduchovými váčky vejcovitého tvaru. Stélky mohou mít až 2 m na délku, jsou spodní částí přirostlé k podkladu. Stélky mají olivově zelenou barvu, rostou poměrně pomalu a dožívají se i několika desítek let. Trvá jim asi 5 let, než dospějí (začnou tvořit gamety).
Ascophyllum může na vhodných chráněných lokalitách v midlitorálu tvořit velké porosty a být dominantním druhem.
Někdy tvoří symbiotický vztah s houbou Mycosphaerella ascophylli a tento vztah připomíná primitivní lišejník. Houba žije v mezibuněčných prostorech chaluhy. Část vědecké obce se domnívá, že tato houba pomáhá překonávat nepříznivé podmínky za odlivu.